# Gare de Chars
Gare de Chars vasútállomás Franciaországban, Chars településen.

## Vasútvonalak
Az állomást az alábbi vasútvonalak érintik:
- Saint-Denis–Dieppe-vasútvonal

## Kapcsolódó állomások
A vasútállomáshoz az alábbi állomások vannak a legközelebb:
- Gare de Lavilletertre (Gare de Gisors, Transilien J vonal)
- Gare de Santeuil - Le Perchay (Paris Gare Saint-Lazare, Transilien J vonal)